# Eilema divisa
Eilema divisa là một loài bướm đêm thuộc phân họ Arctiinae, họ Erebidae.